# Disciplini von Valcamonica

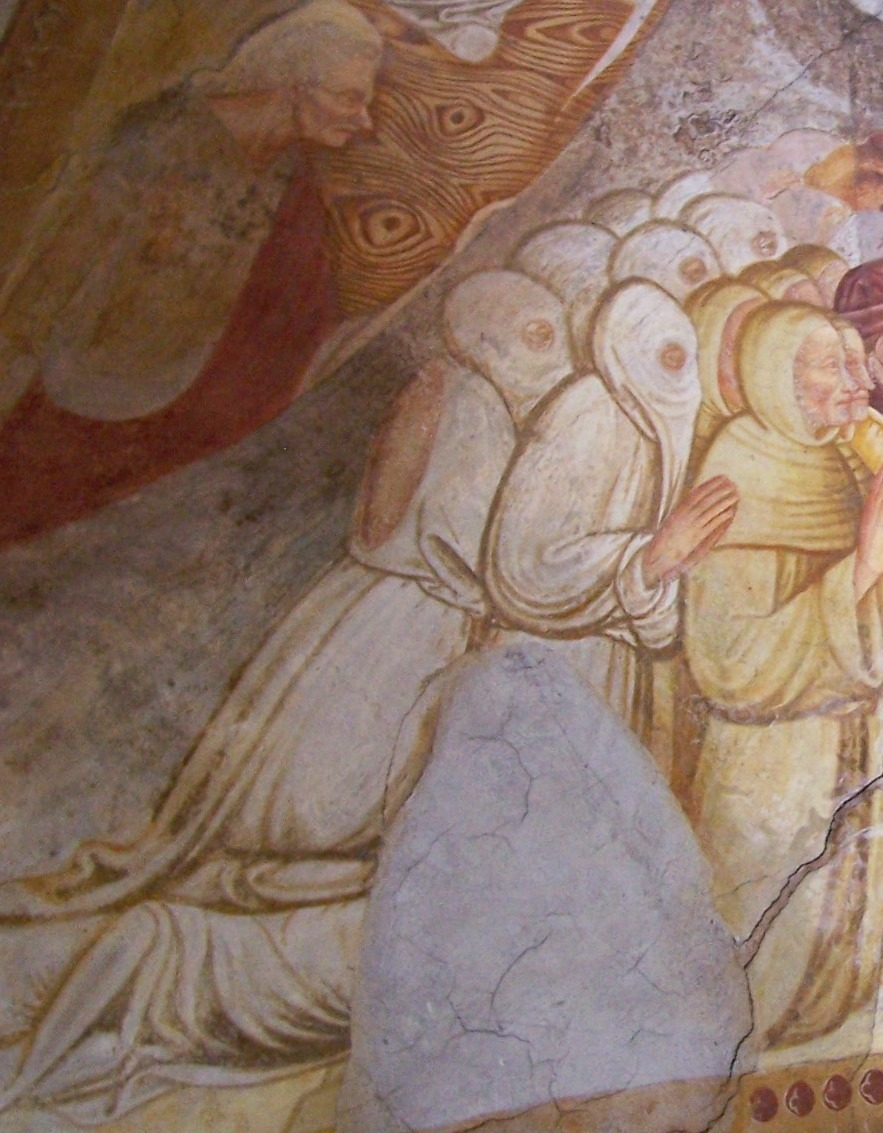
Fresko mit der Darstellung der Disciplini im Oratorium der Disciplini (Montecchio)

Die Disciplini (Camuno-Dialekt dihiplì) waren eine mittelalterliche Laienbewegung, die im Valcamonica auch als „dei Disciplinanti“ bekannt war.
Die Bewegung war seit dem 12. Jahrhundert aktiv und hatte ihren Höhepunkt um das 15. Jahrhundert und bestand bis zum 19. Jahrhundert an. Die weltlichen Bewegung widersetzte sich der Gegenreformation.
Die Organisation orientierte sich an der ersten apostolischen Gemeinschaft und wurde von einem Rat aus zwölf Personen gebildet. Die Mitglieder des Ordens trugen ein naturfarbenes Wollkleid, an den Seiten eine Schnur, an der die Geißel (oder ein kleiner Totenkopf) hing, und auf den Schultern eine lange Kapuze, die nur zwei Schlitze für die Augen ließ. Die Geißelung wurde zur Buße praktiziert.
Zunächst widmeten sich die Mitglieder ausschließlich dem Totengebet, den Prozessionen und der Sühne für ihre Sünden. Später hatten sie auch administrative Aufgaben.
Aufgrund ihres säkularen Ansatzes wurde die Bewegung von den ghibelinischen Camuni unterstützt.